# Jean-Louis Duchet
Pour les articles homonymes, voir Duchet.
 (mai 2017).
Jean-Louis Duchet, né le 30 juin 1947, est un linguiste français. Il est professeur émérite à l’Université de Poitiers, où il a enseigné la phonétique et la phonologie anglaises de 1996 à 2012, ainsi que l'histoire des langues européennes. 

## Biographie
Ancien élève de l'École normale supérieure de l'enseignement technique, aujourd'hui École normale supérieure Paris-Saclay, il est spécialiste de la langue anglaise. Il a de nombreux articles et ouvrages à son actif. Ses recherches portent principalement sur la linguistique de corpus appliquée aux documents oraux, aux états anciens de la langue (notamment par le biais de la numérisation de dictionnaires anciens) et sur la langue de spécialité juridique. Il a également publié sur la linguistique de l'albanais.
Au sein du Forell (Laboratoire « Formes et représentations en linguistique et littérature ») de la Faculté des lettres et des langues de l'université de Poitiers, hébergé par la Maison des sciences de l'homme et de la société et associé au CNRS, il anime l'équipe d'analyse des textes (EA 1226) qui élabore un dictionnaire de prononciation anglaise disponible électroniquement.
Il a été directeur de la Faculté de lettres et langues de 2003 à 2009 ; son successeur, élu en mars 2009 et actuellement en poste, est Dominique Moncond'huy.

## Œuvres
- La phonologie, Paris, PUF, coll. « Que sais-je ? », no 1875, 1981 (en ligne sur gallica).
- Code de l'anglais oral, Paris, Ophrys, 2e éd. 1994.  (ISBN 978-2-7080-0718-5) (en ligne).